# Provincia di Mouhoun
La provincia di Mouhoun è una delle 45 province del Burkina Faso, situata nella regione di Boucle du Mouhoun. Il capoluogo è Nouna.

## Struttura della provincia
La provincia di Mouhoun comprende 7 dipartimenti, di cui 1 città e 6 comuni:

### Città
- Dédougou

### Comuni
- Bondokuy
- Douroula
- Kona
- Ouarkoye
- Safané
- Tchériba